# Пеликан (пассажбот)
«Пеликан» — пассажбот Балтийского флота Российской империи, находившийся в составе флота с 1836 по 1853 год, одно из двух судов типа «Пеликан».

## Описание судна
Один из двух парусных пассажботов типа «Павлин». Длина судна между перпендикулярами составляла 15,7 метра, ширина без обшивки — 4,9 метра, а осадка 2,3 метра.

## История службы
Пассажбот «Пеликан» был заложен на Охтенской верфи 16 (28) ноября 1835 года и после спуска на воду 17 (29) октября 1836 года вошел в состав Балтийского флота России. Строительство вёл корабельный мастер подполковник И. А. Амосов.
C 1845 по 1847 год выходил в плавания в Финский залив.
По состоянию на 1853 год судно находилось в порту Кронштадта, где по окончании службы в том же году было разобрано.

### Комментарии
1. ↑  Второй пассажбот носил имя «Павлин».
2. ↑  51 фут 6 дюймов.
3. ↑  16 футов 1,5 дюйма.
4. ↑  7 футов 9 дюймов.